# Барыкова, Анна Павловна
А́нна Па́вловна Барыкова (урождённая Каме́нская; в первом браке — Карлинская; 1839/1840)—1893) — русская поэтесса и переводчица.

## Биография
Анна Павловна Каменская родилась в дворянской семье. Её отец — Павел Павлович Каменский — в своё время пользовался некоторой литературной известностью. Мать — Мария Фёдоровна, урождённая графиня Толстая, тоже увлекалась писательством. По матери Анна была внучкой скульптора-медальера графа Ф. П. Толстого.
До десяти лет Анна Павловна обучалась дома под руководством отца и гувернантки, затем поступила в Екатерининский институт, где кончила курс в 1856 году «с большой серебряной медалью и очень небольшим запасом знаний». Стихи начала сочинять ещё в институте («пасквили на классных дам»).
Первое стихотворение, подготовленное для печати, «Птичница» было запрещено цензурой. С 70-х годов Барыкова помещала свои стихотворения и переводы из В. Гюго, П. Ж. Беранже, И. В. Гёте, Г. Гейне, П. Б. Шелли, Г. Лонгфелло и др. поэтов в журналах «Слово», «Дело», «Северный вестник», «Неделя», «Русское богатство», «Родник». В 1877 году выступила со стихами в «Отечественных записках». В 1878 году в Пятигорске вышла её первая книга. Позднее в отдельном издании появились также книжка «Моим внукам» (Москва, 1890) и повесть в стихах «Спасенный», переделанная из Теннисона и изданная фирмой «Посредник» (Спб., 1889). В прозе Барыкова написала рассказ «Доброе дело» («Сев. вест.», 1889, № 1). Её поэзия по содержанию и форме находилась под влиянием поэзии Н. А. Некрасова. Герои её стихотворений — обездоленные и отверженные бедняки, падшие женщины, брошенные дети. Писала Барыкина политические сатиры и эпиграммы.
Написанная былинным стихом «Сказка про то, как царь Ахреян ходил Богу жаловаться» была анонимно издана летучей типографией «Народной воли» в Петербурге (1883), затем многократно издавалась в России и за границей в Париже, Женеве (1896, 1901), Лондоне (1902), Берлине (1903). Долгое время её авторство приписывали то Козьме Пруткову, то А. К. Толстому, то П. Ф. Якубовичу. Впервые легально она была издана в Петрограде в 1917 году с последующим многократным переизданием.
С начала 1860-х годов Барыкова, после замужества, жила в Ростове-на-Дону, известен адрес её квартиры на углу Московской улицы и Казанского переулка. Принимала участие в деятельности народовольцев — на её квартире проходили их нелегальные встречи. Была арестована 17 октября 1884 года, содержалась под стражей до 15 ноября 1884 года, после чего была освобождена под денежный залог. Благодаря найденным при аресте народовольца Г. Лопатина записям, была привлечена к дознанию при Петербургском жандармском управлении по делу о руководящем кружке партии «Народная Воля». По соглашению министров внутренних дел и юстиции (до 3 апреля 1887) дознание было прекращено.Разгром народовольцев заставил Барыкову отойти от революционного движения.
В 1890 году Анна Павловна писала:

 Я никогда не жила литературным трудом и не придавала значения своим писаниям; написанное отсылалось в Петербург и засим предавалось забвению; стихотворений своих я не собирала, а потому решительно не могу дать вам ни точного перечня всего мною написанного, ни точного перечня рецензий и отзывов обо мне. Помню, что стихотворения мои оригинальные и переводные печатались в семидесятых и восьмидесятых годах в журналах «Отечественные Записки», «Дело», «Русское Богатство», «Родник», «Северный Вестник»; помню, что в 1878 году быль издан в Пятигорске, в типографии Байкова, небольшой сборник моих стихотворений, куда не вошли лучшие мои вещи; этот сборник, сколько мне известно, в продаже не был; я раздавала его на память знакомым.
       Из бывших обо мне рецензий мне известны только глумления г-на ***: "навозная поэтесса", "полуизвестная г-жа Барыкова" и проч. шуточки в том же роде; иных рецензий и отзывов, кажется, не было. Раз только Н.А. Некрасов об одном из моих стихотворений печатно обмолвился добрым словом.
С 1888 года сдружилась с В. Г. Чертковым, состояла с ним в переписке, интересовалась учением Л. Н. Толстого, была активным сотрудником его издательства «Посредник». Стала вегетарианкой: именно ей принадлежит популярное в своё время выражение «Я никого не ем».
Анна Павловна Барыкова скончалась от чахотки, 31 мая (12 июня) 1893 в Новороссийске.

## Личная жизнь
В феврале 1857 году Анна Павловна вышла замуж за артиллерийского офицера Николая Николаевича Карлинского. Её сестра, баронесса Екатерина Павловна Штейнгель, писала: 
На свадьбе были оба дедушки: и Федор, и Константин (отец Алексея Константиновича Толстого) Петровичи. Оба танцевали кадриль vis-;-vis и в пятой фигуру в solo выделывали фигурные па… Мама и Нюта приходили мне показаться уже совсем одетые. Их обеих причесывал парикмахер-француз и при этом сказал, что на месте жениха предпочел бы мать… Нюта вся воздушная, тоненькая, грациозная, в вуали с флер-д”оранжем, промелькнула мимо меня как белое облачко…
В браке родились:
- Николай Николаевич Карлинский (1858—1924) — офицер, архитектор г. Новороссийска с 8.01.1897 по сентябрь 1904 г . Застрелил в сентябре 1904 года турецкого консула Хюдай-Бея в Новороссийске; был арестован, отправлен в тюрьму. C 1917 г. в эмиграции.
- Татьяна Николаевна Карлинская (1859—?).

В 1861 году супруги развелись.
В 1862 году Анна Павловна вступила во второй брак с помещиком Венёвского уезда Тульской губернии, присяжным поверенным Сергеем Лаврентьевичем Барыковым (1833—1875), братом сенатора Ф. Л. Барыкова (1830—1892). В этом браке родились:
- София Сергеевна Барыкова (1865 — после 1917); С 4 ноября 1883 г. замужем за Владимиром Ивановичем Асмоловым, с 1881 по 1916 гг. — владельцем табачной фабрики в Ростове «В. Асмолов и К»[7]. Семья известна своим меценататством. Софья Сергеевна выстроила в 1883 году на собственные деньги Асмоловский театр, пригласив из Москвы архитектора В. И. Шервуда. Первое представление на сцене театра Асмоловых состоялось 19 октября 1883 года. В 1896 году в этом театре состоялся первый в Ростове киносеанс. Также С. А. и В. И. Асмоловыми были выстроены библиотека на улице Пушкинской, Николаевская больница и дом для инвалидов войны и престарелых[8]. После 1917 г. семья Асмоловых уехала в эмиграцию во Францию.

Дети — Василий Владимирович Асмолов (28 июля 1885 ― 5 октября 1962), до революции возглавлял Ростовский союз журналистов. Юрий Владимирович Асмолов (1888 ― 19 апреля 1927),
- Мария Сергеевна Барыкова (1875—1942) — супруга Николая Николаевича Глебова (1864—1941), мать художницы Т. Н. Глебовой, поэтессы А. Н. Михайловской[9] и художницы Л. Н. Глебовой.